# Emerson Hyndman
Emerson Schellas Hyndman (Dallas, 9 april 1996) is een Amerikaans voetballer die doorgaans speelt als middenvelder. In december 2024 verliet hij Memphis 901. Hyndman maakte in 2014 zijn debuut in het Amerikaans voetbalelftal.

## Clubcarrière
Hyndman speelde voor Dallas Texans en in 2010 werd hij opgenomen in de opleiding van profclub FC Dallas. Daar speelde hij maar een jaar, want na die periode werd hij overgenomen door Fulham. In zijn vijftiende levensjaar maakte hij de oversteek naar Engeland. Drie jaar na zijn transfer sloot de middenvelder zich aan bij het eerste elftal van Fulham. Zijn debuut maakte Hyndman op 9 augustus 2014, toen met 2–1 verloren werd op bezoek bij Ipswich Town. Coach Felix Magath liet de Amerikaan links op het middenveld starten en hij speelde het gehele duel mee. Zijn eerste competitietreffer viel te noteren op 9 april 2016, tijdens een thuisoverwinning op Cardiff City. Nadat de stand na doelpunten van Lex Immers en Scott Parker gelijk was, schoot Hyndman op aangeven van Lasse Vigen Christensen zijn club op voorsprong. Het zou uiteindelijk 2–1 blijven.
In de zomer van 2016 verliep de verbintenis van Hyndman bij Fulham en hierop stapte hij transfervrij over naar Bournemouth. Bij die club, uitkomend in de Premier League, ondertekende hij een vierjarige verbintenis. In zijn eerste halfjaar bij Bournemouth kwam hij in de competitie niet in actie en hij speelde slechts drie bekerduels. In de winterstop werd de Amerikaan voor zes maanden verhuurd aan Rangers. Voor Rangers zou hij uiteindelijk uitkomen in zeventien officiële wedstrijden. Daarin trof hij viermaal doel. In de zomer van 2018 werd Hyndman opnieuw verhuurd. Voor een half seizoen stalde Bournemouth de middenvelder bij Hibernian. Medio 2019 stapte Hyndman voor het restant van het kalenderjaar op huurbasis over naar Atlanta United, dat tevens een optie tot koop kreeg op de middenvelder. Deze optie werd gelicht en vanaf januari 2020 ging een contract in voor de duur van drie seizoenen. In januari 2023 werd zijn contract ontbonden, nadat hij voor de tweede keer een half seizoen had moeten missen door blessureleed. Hyndman zat hierop tot juni zonder club, waarna Memphis 901 hem onder contract nam tot het einde van het kalenderjaar erop.

## Clubstatistieken
| Seizoen | Club             | Competitie          | Competitie | Competitie | Beker | Beker | Internationaal | Internationaal | Totaal | Totaal |
| Seizoen | Club             | Competitie          | Wed.       | Dlp.       | Wed.  | Dlp.  | Wed.           | Dlp.           | Wed.   | Dlp.   |
| ------- | ---------------- | ------------------- | ---------- | ---------- | ----- | ----- | -------------- | -------------- | ------ | ------ |
| 2014/15 | Fulham           | Championship        | 9          | 0          | 2     | 0     | —              | —              | 11     | 0      |
| 2015/16 | Fulham           | Championship        | 16         | 1          | 1     | 0     | —              | —              | 17     | 1      |
| 2016/17 | Bournemouth      | Premier League      | 0          | 0          | 3     | 0     | —              | —              | 3      | 0      |
| 2016/17 | → Rangers        | Premiership         | 13         | 4          | 4     | 0     | —              | —              | 17     | 4      |
| 2017/18 | Bournemouth      | Premier League      | 1          | 0          | 3     | 0     | —              | —              | 4      | 0      |
| 2018/19 | → Hibernian      | Premiership         | 15         | 1          | 2     | 0     | 2              | 0              | 19     | 1      |
| 2018/19 | Bournemouth      | Premier League      | 1          | 0          | 0     | 0     | —              | —              | 1      | 0      |
| 2019    | → Atlanta United | Major League Soccer | 17         | 1          | 0     | 0     | 1              | 1              | 18     | 2      |
| 2020    | Atlanta United   | Major League Soccer | 20         | 2          | 3     | 1     | 4              | 0              | 27     | 3      |
| 2021    | Atlanta United   | Major League Soccer | 7          | 1          | 0     | 0     | 4              | 0              | 11     | 1      |
| 2022    | Atlanta United   | Major League Soccer | 9          | 0          | 2     | 0     | —              | —              | 11     | 0      |
| 2023    | Memphis 901      | USL Championship    | 15         | 3          | 0     | 0     | —              | —              | 15     | 3      |
| 2024    | Memphis 901      | USL Championship    | 26         | 1          | 2     | 0     | —              | —              | 28     | 1      |
| Totaal  | Totaal           | Totaal              | 149        | 14         | 22    | 1     | 11             | 1              | 182    | 16     |

Bijgewerkt op 2 april 2025.

## Interlandcarrière
Hyndman maakte zijn debuut in het Amerikaans voetbalelftal, toen dat team op 3 september 2014 in een oefenduel met 0–1 van Tsjechië won. De middenvelder moest van bondscoach Jürgen Klinsmann op de bank beginnen. Na zevenenzestig minuten spelen viel hij in voor Alejandro Bedoya, die na negenendertig minuten had getekend voor de enige treffer van het duel. De andere debutanten deze wedstrijd waren Greg Garza (Tijuana) en Joe Gyau (Borussia Dortmund).
| Interlands van Emerson Hyndman voor Verenigde Staten | Interlands van Emerson Hyndman voor Verenigde Staten | Interlands van Emerson Hyndman voor Verenigde Staten | Interlands van Emerson Hyndman voor Verenigde Staten | Interlands van Emerson Hyndman voor Verenigde Staten | Interlands van Emerson Hyndman voor Verenigde Staten |
| №                                                    | Datum                                                | Wedstrijd                                            | Uitslag                                              | Competitie                                           | Goals                                                |
| Als speler bij Fulham                                | Als speler bij Fulham                                | Als speler bij Fulham                                | Als speler bij Fulham                                | Als speler bij Fulham                                | Als speler bij Fulham                                |
| ---------------------------------------------------- | ---------------------------------------------------- | ---------------------------------------------------- | ---------------------------------------------------- | ---------------------------------------------------- | ---------------------------------------------------- |
| 1                                                    | 3 september 2014                                     | Tsjechië – Verenigde Staten                          | 0 – 1                                                | Vriendschappelijk                                    |                                                      |
| 2                                                    | 22 mei 2016                                          | Puerto Rico – Verenigde Staten                       | 1 – 3                                                | Vriendschappelijk                                    |                                                      |

Bijgewerkt op 2 april 2025.